# Fritz Eichbauer
Fritz Eichbauer (* 24. Januar 1928 in München; † 19. Juni 2025 ebenda) war ein deutscher Bauunternehmer und Inhaber des Restaurants Tantris. 

## Leben

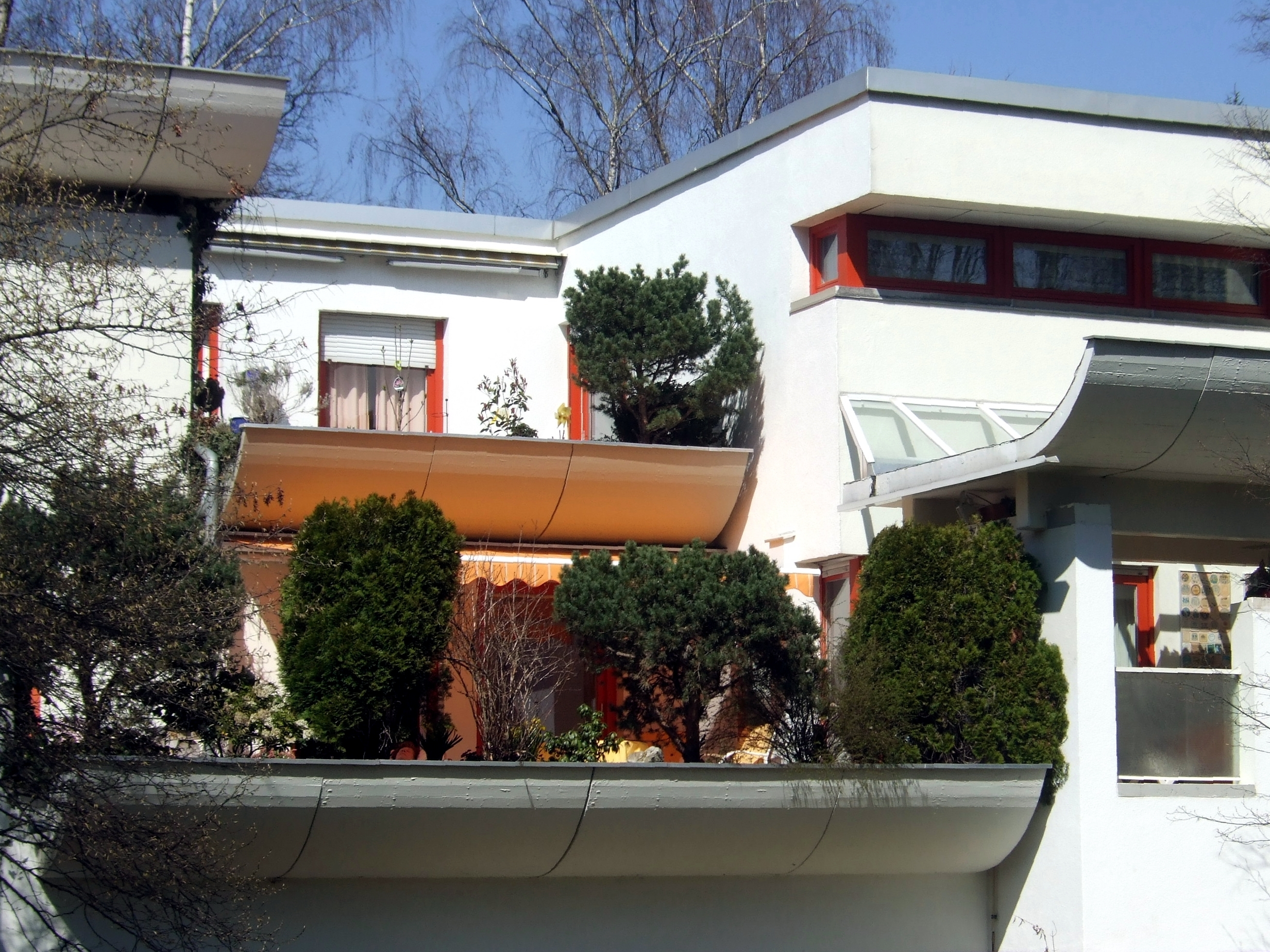
Terrassenwohnanlage, Ottobrunn

Fritz Eichbauer legte 1948 nach dem Abitur seine Gesellenprüfung im Maurerhandwerk ab. Er studierte zwischen 1948 und 1952 Bauingenieurwesen an der Technischen Hochschule München. 1954 übernahm er die Geschäftsleitung des 1925 gegründeten Bauunternehmens seines Vaters Georg.
Die Bauunternehmung Eichbauer wurde mit Architekten Herbert Kochta im Jahre 1971 mit dem BDA-Preis Bayern für eine modern gestaltete Terrassen-Wohnanlage in München-Ottobrunn ausgezeichnet. Im Jahre 1977 erhielt Fritz Eichbauer von der Landeshauptstadt München einen Ehrenpreis für guten Wohnungsbau, ausgezeichnet wurde dabei das Projekt Amalienpassage (Architekt: Jürgen von Gagern) als Beispiel für vorbildliche Altstadtsanierung.

1967 wurde er Vorstandsmitglied im Landesverband Bayerischer Bauinnungen. Ein Jahr später wählten ihn die Kollegen zum Präsidenten dieses Verbandes. Eichbauer war Ehrenpräsident des Zentralverbands Deutsches Baugewerbe; 22 Jahre lang, von 1978 bis 2000 war er dessen Präsident. Außerdem war er Geschäftsführer der „Fritz Eichbauer Bauunternehmung GmbH & Co. KG“. Bis 2003 war er Aufsichtsratsmitglied der VHV Versicherungsgruppe.

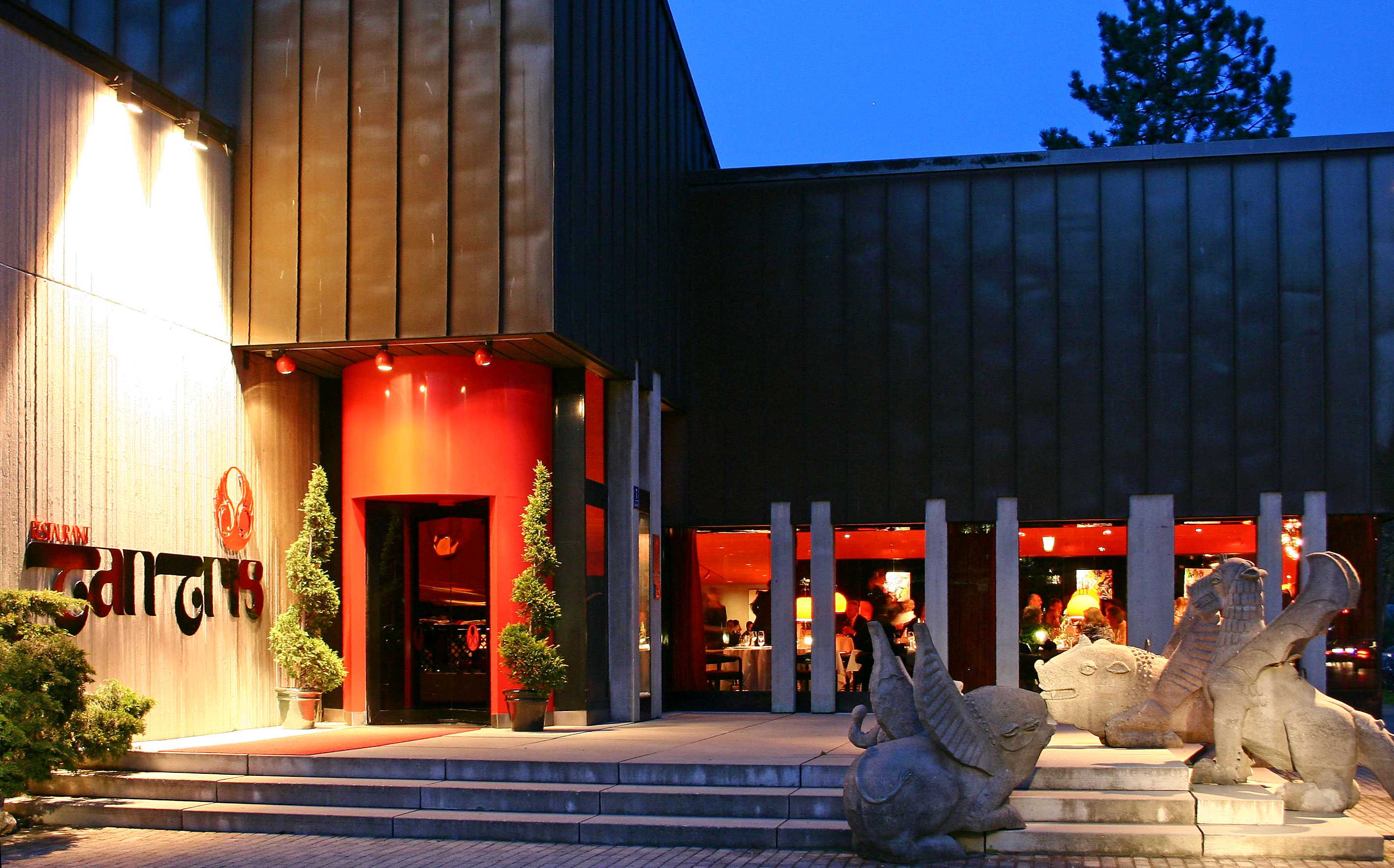
Restaurant Tantris

Bekannt ist Eichbauer auch als Gründer und Inhaber des Restaurants Tantris. Bei seinen Auslandsreisen, zum Beispiel nach Frankreich, hatte er gute Gastronomie kennen und schätzen gelernt. Er ärgerte sich darüber, dass es in München nichts Vergleichbares gab und dass das nächstgelegene gute Restaurant im Elsass lag. Schließlich beschloss er, die Sache selbst in die Hand zu nehmen und erbaute 1971 das Tantris. Mit der Planung beauftragte er den Architekten Justus Dahinden. 2006 übernahm sein Sohn Felix die Geschäftsführung des Tantris.

## Auszeichnungen und Ehrungen
- 1984: Bayerischer Verdienstorden
- 1987: Bundesverdienstkreuz 1. Klasse
- 1988: Ehrenring des Deutschen Baugewerbes
- 1988: Handwerkszeichen in Gold vom Zentralverband des Deutschen Handwerks.
- 1993: Großes Verdienstkreuz
- 2011: Eckart Witzigmann Preis - Ehrenpreis[6]
- 2017: Denkmalschutzmedaille für das Restaurant Tantris[7]